# باربرا كاريرا
باربرا كاريرا (بالإسبانية: Bárbara Carrera)‏ (بالإنجليزية: Barbara Carrera)‏ هي عارضة وممثلة أمريكية ونيكاراغوا، ولدت في 31 ديسمبر 1945 في نيكاراغوا. بدأت مشوارها المهني سنة 1970.

## أعمال

### أفلام
- (1983) لا تقل أبدا مرة اخرى[4][5][6]

### مسلسلات
- دالاس

## وصلات خارجية
- باربرا كاريرا على موقع IMDb (الإنجليزية)
- باربرا كاريرا على موقع روتن توميتوز (الإنجليزية)
- باربرا كاريرا على موقع ألو سيني (الفرنسية)
- باربرا كاريرا على موقع تيرنر كلاسيك موفيز (الإنجليزية)
- باربرا كاريرا على موقع أول موفي (الإنجليزية)
- باربرا كاريرا على موقع قاعدة بيانات الأفلام السويدية (السويدية)
- باربرا كاريرا على موقع إن إن دي بي (الإنجليزية)
- باربرا كاريرا على موقع قاعدة بيانات الفيلم (الإنجليزية)
- باربرا كاريرا على موقع كينوبويسك (الروسية)